# Vredefortkrater
De Vredefortkrater is een krater in de provincie Vrijstaat in Zuid-Afrika. Hij is voor zover bekend de grootste inslagkrater op aarde. De stad Vredefort ligt in deze krater. In 2005 is de krater van Vredefort opgenomen op de Werelderfgoed lijst van UNESCO.
Het object dat in Vredefort is neergestort was zo'n 10 kilometer groot en is daarmee een van de grootste objecten die ooit de aarde hebben geraakt, afgezien van de mogelijke inslag van Theia op de zeer jonge Aarde. De krater zelf heeft een doorsnee van ongeveer 300 kilometer. Hij bestaat uit meerdere ringen. Geologische processen zoals erosie en het verschuiven van de tektonische platen hebben de meeste kraters met meerdere ringen uitgewist. De schatting omtrent de ouderdom van de krater bedraagt 2,023 miljard jaar met een foutmarge van ± 4 miljoen jaar.